# 이병준 (1964년)
이병준(1964년 1월 27일 ~ )은 대한민국의 배우이다.
1985년 무용제 《도시이야기》로 연극 배우로 첫 데뷔하였고 1988년 뮤지컬 배우로 데뷔하였으며 1995년 영화 《영원한 제국》의 단역으로 영화 배우로 데뷔하였다.

## 학력
- 동국대학교 연극예술학과 (석사)
- 단국대학교 대학원 국어국문학 박사과정 (수료)

## 출연 작품

### 영화
- 1995년 영화 《무궁화 꽃이 피었습니다》 ... 안기부 요원 2 역
- 1995년 영화 《네온 속으로 노을지다》
- 1995년 영화 《영원한 제국》 ... 포도대장 역
- 2006년 영화 《구타유발자들》 ... 영선 역
- 2007년 영화 《복면달호》 ... 나태송 역
- 2008년 영화 《눈에는 눈 이에는 이》 ... 안토니오 역
- 2009년 영화 《부산》 ... 권 박사 역 (우정출연)
- 2010년 영화 《식객: 김치전쟁》 ... 조동희 역
- 2010년 영화 《파괴된 사나이》 ... 구 반장 역
- 2010년 영화 《지구대표 롤링 스타즈》 ... 탱고 목소리 역
- 2011년 영화 《퍼펙트 게임》 ... 최 부장 역 (특별출연)
- 2012년 영화 《네버엔딩 스토리》 ... 파마 아저씨 역
- 2012년 영화 《러브 픽션》 ... M 역
- 2012년 영화 《아부의 왕》 ... 이 회장 역
- 2012년 영화 《5백만불의 사나이》 ... 목사 역 (우정출연)
- 2012년 영화 《점쟁이들》 ... 고산 선생 역 (우정출연)
- 2013년 영화 《전국노래자랑》 ... 최 사장 역
- 2014년 영화 《백프로》 ... 은석 아버지 역
- 2014년 영화 《나의 독재자》 ... 허 교수 역
- 2015년 영화 《돌연변이》 ... 변 박사 역
- 2015년 영화 《열정같은소리하고있네》 ... 사장 역 (특별출연)
- 2017년 영화 《살인자의 기억법》 ... 시 선생 역 (특별출연)
- 2017년 영화 《내게 남은 사랑을》 ... 천 목사 역
- 2019년 영화 《유정: 스며들다》 ... 허범석 역
- 2019년 영화 《신의 한 수: 귀수편》 ... 칠보사 역 (특별출연)
- 2024년 영화 《카인의 도시》 ... 강현수 역

### 드라마
- 2001년 EBS1 어린이드라마 《춤추는 소녀 와와》... 왕서방 역
- 2002년 SBS 대하드라마 《야인시대》 ... 장건상, 무명 자유당 간부
- 2003년 MBC 특별기획드라마 《대장금》
- 2003년 SBS 특별기획 《천년지애》
- 2004년 SBS 드라마스페셜 《남자가 사랑할 때》
- 2005년 SBS 주말극장 《하늘이시여》
- 2005년 SBS 월화드라마 《패션 70s》
- 2006년 SBS 특별기획 《사랑과 야망》
- 2006년 SBS 금요드라마 《어느날 갑자기》 ... 변호사 역
- 2006년 SBS 드라마스페셜 《무적의 낙하산 요원》 ... 청와대 비서실장 역
- 2006년 tvN 미니시리즈 《하이에나》
- 2007년 SBS 청소년드라마 《달려라 고등어》 ... 마도식 역
- 2007년 MBC 수목드라마 《메리대구 공방전》 ... 최황재 역
- 2007년 SBS 드라마스페셜 《쩐의 전쟁 - 보너스 라운드》 ... 캬바레 춤꾼 김민구 역
- 2007년 SBS 주말특별기획 《칼잡이 오수정》 ... 오수정의 쥬얼리샵 사장 역
- 2008년 MBC 일일시트콤 《코끼리》 ... 주복만 역
- 2008년 OCN 미니시리즈 《과거를 묻지 마세요》 ... 김 실장 역
- 2009년 KBS2 월화드라마 《남자 이야기》 ... 재명 부, 도만희 역
- 2009년 MBC 수목드라마 《신데렐라 맨》 ... 엘레강스 최 역
- 2009년 KBS2 미니시리즈 《열혈장사꾼》
- 2009년 MBC 주말연속극 《탐나는 도다》 ... 인조 역
- 2010년 KBS2 월화드라마 《공부의 신》 ... 특별반 영어 선생님 앤써니 양, 양춘삼 역
- 2010년 tvN 미니시리즈 《위기일발 풍년빌라》
- 2010년 KBS2 월화드라마 《국가가 부른다》 ... 범죄조직 보스 주수영 역
- 2010년 SBS 주말 특별기획 《시크릿 가든》 ... 박봉호 역
- 2011년 KBS2 월화드라마 《드림하이》 ... 시범수 역
- 2011년 SBS Plus 시트콤 《오 마이 갓》 ... 이병준 역
- 2011년 tvN 미니시리즈 《버디버디》 ... 성경환 역
- 2011년 KBS2 월화드라마 《스파이 명월》 ... 유정식 역
- 2011년 KBS2 월화드라마 《포세이돈》 ... 구 서장 역
- 2011년 MBC 수목드라마 《나도, 꽃!》 ... 김 팀장 역
- 2011년 SBS Plus 시트콤 《오 마이 갓x2》 ... 이병준 역
- 2012년 SBS 주간시트콤 《도롱뇽도사와 그림자 조작단》 ... 범규 역
- 2012년 채널A 월화드라마 《굿바이 마눌》 ... 공 신부 역
- 2012년 KBS2 특별기획드라마 《각시탈》 ... 신난다 역
- 2012년 SBS 월화드라마 《신의》 ... 조일신 역
- 2012년 KBS2 수목드라마 《세상 어디에도 없는 착한남자》 ... 최 이사 역 (특별출연)
- 2012년 KBS2 수목드라마 《전우치》 ... 운보 역
- 2013년 SBS 특별기획 《돈의 화신》 ... 조상득 역
- 2013년 SBS 드라마스페셜 《너의 목소리가 들려》 ... 무료 신문사 사장 역
- 2013년 KBS2 주말연속극 《왕가네 식구들》 ... 최대세 역
- 2013년 JTBC 미니시리즈 《네 이웃의 아내》 ... 부사장 역
- 2013년 KBS2 단막극 《KBS 드라마 스페셜 - 나에게로 와서 별이 되었다》 ... 병수 역
- 2014년 MBC 수목드라마 《앙큼한 돌싱녀》 ... 오상무 역
- 2014년 MBC 수목드라마 《개과천선》 ... 진진호 역
- 2014년 KBS2 단막극 《KBS 드라마 스페셜 - 수상한 7병동》 ... 이 반장 역
- 2014년 KBS2 월화드라마 《내일도 칸타빌레》 ... 도강재 역
- 2014년 KBS2 수목드라마 《왕의 얼굴》 ... 김공량 역
- 2014년 KBS1 일일연속극 《당신만이 내사랑》 ... 박정호 역
- 2015년 MBC 일일연속극 《딱 너 같은 딸》 ... 백민석 역
- 2015년 MBC 수목드라마 《그녀는 예뻤다》 ... 민용길 역
- 2016년 tvN 월화드라마 《또! 오해영》
- 2016년 SBS 일일연속극 《당신은 선물》 ... 강풍호 역
- 2016년 SBS 주말드라마 《우리 갑순이》 ... 금도금 역
- 2016년 KBS2 월화드라마 《화랑》 ... 호공 역
- 2017년 tvN 월화드라마 《내성적인 보스》 ... 장미항공 박 사장 역 (특별출연)
- 2017년 네이버 TV 웹드라마 《썸남》 ... 병준 역
- 2017년 KBS2 주말연속극 《아버지가 이상해》 ... 박홍익 역
- 2017년 KBS1 일요드라마 《안단테》
- 2017년 KBS2 금토드라마 《고백부부》 ... 마판석 역
- 2017년 KBS1 일일연속극 《미워도 사랑해》 ... 정근섭 역
- 2017년 MBC 수목드라마 《로봇이 아니야》 ... 예성태 역
- 2018년 tvN 수목드라마 《김비서가 왜 그럴까》 ... 장정도 역 (특별출연)
- 2018년 KBS2 수목드라마 《죽어도 좋아》 ... 나철수 역
- 2019년 TV CHOSUN 주말드라마 《바벨》
- 2019년 MBN 수목드라마 《레벨업》 ... 신연화의 아버지 역
- 2019년 KBS2 월화드라마 《너의 노래를 들려줘》 ... 송재환 역
- 2020년 tvN 토일드라마 《하이바이, 마마!》 ... 백삼동 역 (특별출연)
- 2020년 SBS 주말드라마 《편의점 샛별이》 ... 최용필 역
- 2020년 JTBC 월화드라마 《18 어게인》 ... 홍주만 역
- 2021년 KBS2 주말드라마 《오케이 광자매》 ... 한돌세 역
- 2021년 와이낫미디어 웹드라마 《헬아부지》 ... 김덕규 역
- 2022년 JTBC 금토일드라마 《재벌집 막내아들》 ... 주영일 역
- 2022년 Netflix 웹드라마 《더 글로리》 ... 이길성 역
- 2023년 MBN 토일드라마 《완벽한 결혼의 정석》 … 한운재 역
- 2023년 tvN 토일드라마 《마에스트라》 … 오현석 역
- 2024년 JTBC 수목드라마 《놀아주는 여자》 … 미호의 아버지 역
- 2024년 KBS2 일일드라마 《스캔들》 … 민태창 역 (본작의 진 최종 보스, 문정인(문경숙)의 남편)
- 2024년 tvN 토일드라마 《사랑은 외나무다리에서》 … 석경태 역

### 연극·뮤지컬
- 《광대의 꿈》
- 《한네》
- 《지붕 위의 바이올린》
- 《포기와 베스》
- 《블러드 브라더스》
- 《춘향전》
- 《아이 두 아이 두》
- 《마인 - 건군60주년 기념뮤지컬》
- 《NEW 씨저스패밀》
- 《아이언마스크》

### 예능
- 2011년 SBS  《강심장》(73회 4월 19일 / 74회 4월 26일)
- 2011년 SBS  《일요일이 좋다-다이어트 서바이벌 빅토리》
- 2022년 JTBC 《뜨거운 씽어즈》
- 2023년 SBS  《꼬리에 꼬리를 무는 그날 이야기》
- 2024년 TV CHOSUN 《식객 허영만의 백반기행》
- 2025년 MBN 《전현무계획》

### 광고
- 2014년 《러시앤캐시》 OK!저축은행
- 2012년 《롯데제과》 빼빼로
- 2011년 《싸이월드》《아이리버》《쉐보레》
- 2010년 《서울우유》

### 그 외
- 2000년 EBS1 《모여라 딩동댕》
- 2006년 EBS1 《방과후 반가운 시간 → 한자지존 도로롱》 - 돌도사 역
- 2023년 EBS1 《고향민국》

### 라디오 프로그램
- 2015년 EBS FM 《EBS 책 읽는 라디오 낭독 시리즈》

### 뮤직 비디오 MV
- 2016년 검정치마 《내 고향 서울엔》